# HD 130322
HD 130322 (Mönch) – gwiazda położona w gwiazdozbiorze Panny, oddalona od Słońca o ponad 97 lat świetlnych.
Jest to pomarańczowy karzeł, gwiazda typu widmowego K0. Charakteryzuje ją duży ruch własny.
W 1999 roku odkryto planetę HD 130322 b (Eiger) o masie zbliżonej do Jowisza, okrążającą tę gwiazdę w średniej odległości 0,088 au.

## Nazwa
Gwiazda ma nazwę własną Mönch, pochodzącą od szczytu w Alpach Berneńskich. Nazwa została wyłoniona w konkursie zorganizowanym w 2019 roku przez Międzynarodową Unię Astronomiczną w ramach stulecia istnienia organizacji. Uczestnicy ze Szwajcarii mogli wybrać nazwę dla tej planety. Spośród nadesłanych propozycji zwyciężyła nazwa Mönch dla gwiazdy i Eiger dla planety.